# 로버트 그럽스

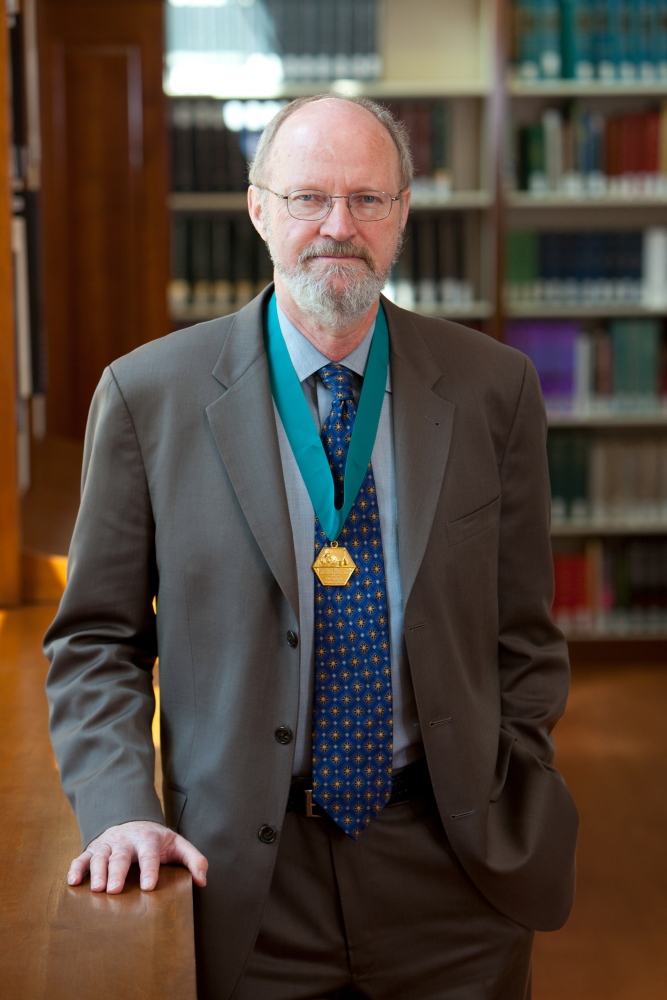
로버트 하워드 그럽스 (2010년)

로버트 하워드 그럽스(영어: Robert Howard Grubbs, 1942년 2월 27일 ~ 2021년 12월 19일)는 미국의 화학자이다.
그럽스 교수는 1980년대 후반 세계 최초로 탄소와 금속의 이중‧삼중결합에 성공해 유기합성의 복분해 방법 개발에 크게 이바지한 공로로 지난 2005년 이브 쇼뱅, 리처드 슈록과 함께 노벨 화학상을 수상했다.
그의 공식 노벨상 자서전에서 밝힌 바에 따르면 "나의 출생지가 어떤 지역에서는 캘버트 시티로, 다른 지역에서는 포섬 트로트(Possum Trot)로 기재되어 있다. 실제로 나는 그 두 지역 사이에서 태어났으므로 어느 곳이라 해도 옳다."고 말했다. 그는 어린 시절을 켄터키주 마셜 카운티에서 보냈고 맥킨리 초등학교와 프랭클린 중학교, 파두카 틸먼 고등학교를 다녔다. 그럽스는 플로리다 대학교에서 화학을 전공했으며(B.S., M.S.), 컬럼비아 대학교에서 로널드 브레슬로(Ronald Breslow)를 통해 1968년 박사학위를 받았다.
그럽스는 SLP 초등학교의 은퇴 교사 헬렌 그럽스와 결혼하여 세 명의 자식이 있으며 이들 모두 Ph.D나 M.D.를 받았다.
스탠퍼드 대학교에서 제임스 P. 콜먼과 한 해를 보냈다. 그 뒤 그는 미시간 주립 대학교의 교수로 임명을 받았다. 1978년 캘리포니아 공과대학교로 건너가 화학과 교수가 되었다.
그는 미국 과학 공학 페스티벌의 자문 위원회 회원이다. 또, 그는 인도 릴라이언스 인더스트리스가 만든 릴라이언스 이노베이션의 회원이기도 하다.
2021년 12월 19일 79세의 나이로 사망하였다.